# Királyboca
Királyboca (más néven Bocabánya, szlovákul Vyšná Boca, németül: Oberbotza) község Szlovákiában, a Zsolnai kerületben, a Liptószentmiklósi járásban.

## Fekvése
Liptószentmiklóstól 17 km-re délkeletre, az Alacsony-Tátrában, a Bocai-völgy végénél fekszik.

## Története
A falu határában már a 11. században aranybányászat folyt, melyet elsősorban a Szepességbe telepített német bányászok végeztek. Neve 1263-ban Boca alakban pataknévként fordul elő először egy oklevélben. A bányászkunyhókból fokozatosan fejlődött ki a korai bányászfalu, mely először 1470-ben különült el a szomszédos Szentivánbocától, amikor Hunyadi Mátyás megerősítette szabadságjogaiban. Ezután azonban visszaesett a kitermelés, mely a település hanyatlásához vezetett. A mostani falu a 16. század közepén keletkezett a korábbi Boca település helyén. Templomáról 1571-ben történik említés. Kezdetben Szentivánboca része volt. Határában vasat, antimont és aranyat bányásztak. 1785-ben a településen 61 ház állt, melyekben 73 család és 373 lakos élt, a 12 éven aluli gyerekek száma ekkor 53.
A 18. század végén Vályi András így ír róla: „Bocza Bánya, Bocza Regia. Mező Város Liptó Vármegyében, birtokosa a’ Királyi Bányászi Kamara, fekvése egy mély völgyben esik, melly meredek bértzekkel keríttetett, Hybbétöl nem meszsze, jóféle bányák vagynak benne; az ide való arany leg jobbnak tartatik; határbéli földgye búzát nem terem; harmadik Osztálybéli.”
A 18. század végén vashámor is működött a községben. A bányák kimerülése után lakói földműveléssel, fakitermeléssel és állattenyésztéssel foglalkoztak. Csak a 19. század közepén vált önállóvá.
Fényes Elek 1851-ben kiadott geográfiai szótárában így ír a faluról: „Bócza (Király-), tót m. város, Liptó vármegyében, az Ördöglakodalmának neveztetett hegy alatt, egy mély völgyben 45 kath., 453 evangelikus lak. F. u. a kamara. Ut. post. Okolicsna.”
A trianoni diktátumig Liptó vármegye Liptóújvári járásához tartozott.
Egykori bányászházait sorra üdülőkké alakítják át.

## Népessége
| Év:            | 1994. | 2004.   | 2014.   | 2024.    |
| -------------- | ----- | ------- | ------- | -------- |
| Emberek száma: | 107   | 108     | 109     | 93       |
| Eltérés:       |       | +0,93 % | +0,92 % | -14,67 % |

| Év:            | 2023. | 2024.   |
| -------------- | ----- | ------- |
| Emberek száma: | 94    | 93      |
| Eltérés:       |       | -1,06 % |

1910-ben 363, túlnyomórészt szlovák anyanyelvű lakosa volt.
2001-ben 102 lakosából 99 szlovák volt.
2011-ben 119 lakosából 108 szlovák volt.

## Híres személyek
- Itt hunyt el Doleschall Pál nyelvész, evangélikus lelkész, tanár.

## Nevezetességei
- Római katolikus temploma 1785-ben a régi templom helyén épült klasszicista stílusban.

## Külső hivatkozások
- Királyboca az Alacsony-Tátra honlapján
- Községinfó
- Királyboca Szlovákia térképén
- Muzeum.sk
- E-obce.sk Archiválva 2008. szeptember 20-i dátummal a Wayback Machine-ben